# 29159 Asakawa
29159 Asakawa este o planetă minoră (asteroid), cu un diametru de 6,751 km, din centura de asteroizi. A fost descoperită pe 2 aprilie 1989 la Kitami Observatory⁠(d) de Tetsuya Fujii⁠(d). 
Obiectul prezintă o orbită caracterizată de o semiaxă mare de 2,3908966 UAi, o excentricitate de 0,07, o înclinație de 13,62317 ° în raport cu ecliptica.